# Temple de Poséidon (Tarente)
Le temple de Poséidon est un temple périphérique de l'ordre dorique situé sur l'actuelle Piazza Castello, dans le centre historique de Tarente, province de Tarente dans les Pouilles. Il semble que ce soit le temple le plus ancien de la Grande-Grèce et le seul lieu de culte grec qui puisse encore être visité.

## Historique
Le temple est daté du premier quart du VIe siècle av. J.-C. On suppose que la peristasis dorique est due à une phase d'expansion de la construction, car aucune connexion constructive n'est trouvée dans les fondations avec le noyau plus ancien. Le temple a déjà subi des pillages à l'époque post-antique et certaines parties du temple ont été utilisées pour la construction d'autres bâtiments. 
En 1700, dix pans de colonnes étaient encore visibles, mais ils furent enlevés et perdus lors de la reconstruction du couvent des Célestins en 1729. Vers la fin du XIXe siècle, l'archéologue Luigi Viola étudia les vestiges et attribua le temple au culte de Poséidon, mais il est plus probable qu'il soit lié aux divinités féminines d'Artémis, Perséphone ou Héra. D'autres découvertes ont été perdues lors de la démolition ultérieure du couvent en 1926 et de l'église voisine en 1973.

## Description

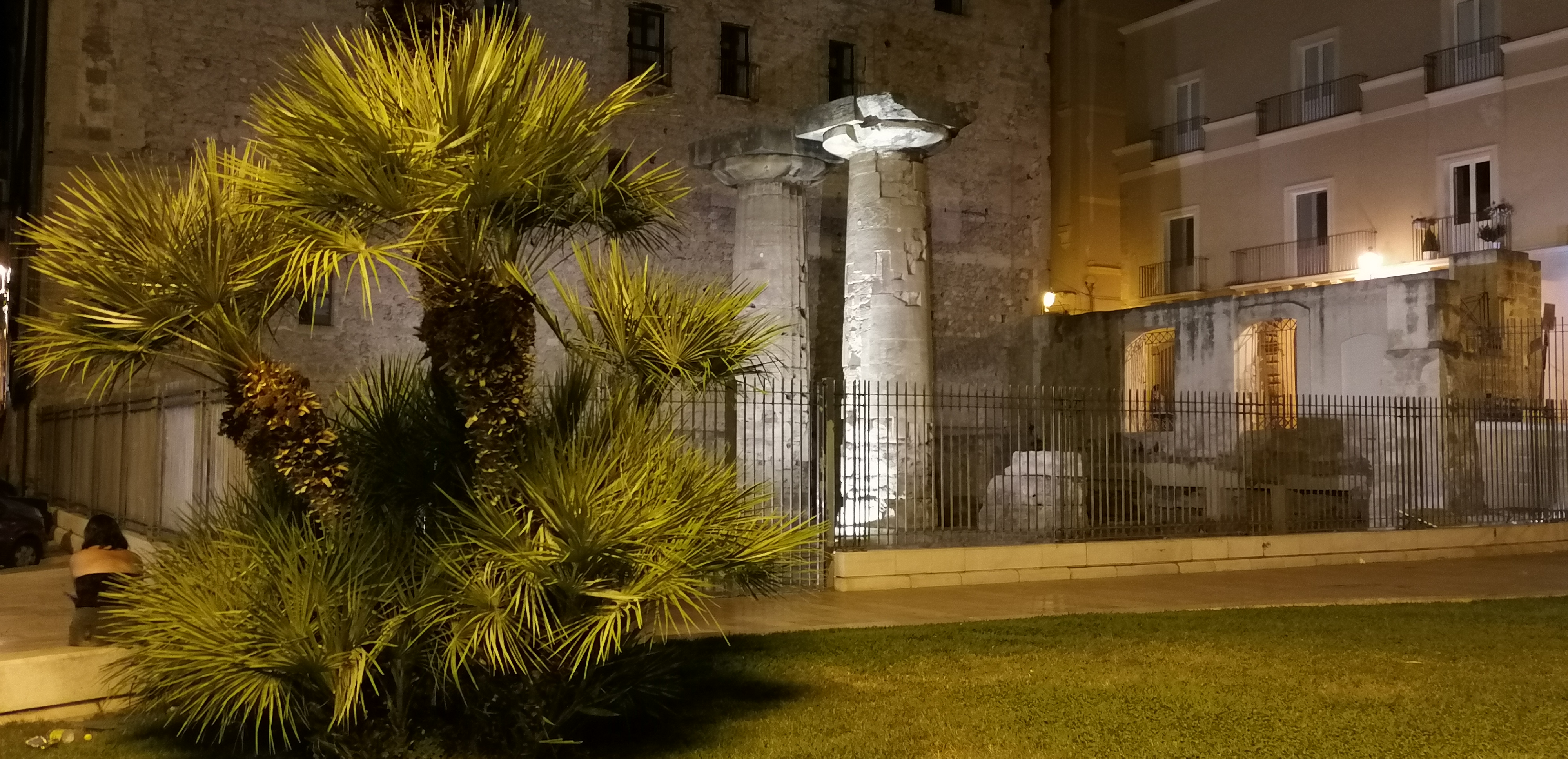

Les deux colonnes doriques qui subsistent comme témoignage de l'ancien temple magno-grec de la cité antique de Taras, plus une base avec trois tambours de colonne, ont été réalisées en pierre calcaire locale provenant de la même acropole et représentent le côté long de la peristasis du temple, dont des vestiges ont été identifiés. Ils mesurent chacun 8,47 m de haut, avec un diamètre de 2,05 m et une distance entre les deux de 3,72 m : à partir de l'observation de la zone de la peristasis et du calcul du rapport entre sa largeur et la distance entre centres, suppose que le temple avait sa façade tournée vers le canal, et qu'il était composé de six colonnes sur les côtés courts et de treize sur les côtés longs. En outre, tant le profil du chapiteau que les tambours de colonne, très bas et superposés sans pivot central, font remonter les objets au début du Ve siècle av. J.-C.
Cependant, la présence d'une petite fosse près des colonnes, ainsi que par des traces présentes sur les bords de celle-ci font penser à l'existence d'un plancher et d'une contremarche en bois appartenant à un ancien édifice de culte, fait de briques crues et de matériaux périssables, construit à la fin du VIIIe siècle av. J.-C. par les premiers colons spartiates. L'espace sacré aurait été définitivement abandonné à la fin du IIIe siècle av. J.-C., lors de la conquête de la ville par les Romains, puis remis en service au VIe siècle avec des silos et des greniers, lorsque la population se retirait dans la péninsule pour des raisons défensives.  Au Xe siècle, les vestiges du temple auraient abrité un lieu de culte chrétien, tandis qu'à partir du XIVe siècle, une partie de la zone était utilisée pour des activités productives avec des décanteurs d'argile et de petits fours.